# Джофтан
Джофтан (перс. جفتان) — село в Ірані, у дегестані Рудбар, у Центральному бахші, шагрестані Тафреш остану Марказі. За даними перепису 2006 року, його населення становило 182 особи, що проживали у складі 73 сімей.

## Клімат
Середня річна температура становить 14,43 °C, середня максимальна – 33,58 °C, а середня мінімальна – -8,69 °C. Середня річна кількість опадів – 268 мм.
| Клімат поселення                              | Клімат поселення | Клімат поселення | Клімат поселення | Клімат поселення | Клімат поселення | Клімат поселення | Клімат поселення | Клімат поселення | Клімат поселення | Клімат поселення | Клімат поселення | Клімат поселення | Клімат поселення |
| Показник                                      | Січ.             | Лют.             | Бер.             | Квіт.            | Трав.            | Черв.            | Лип.             | Серп.            | Вер.             | Жовт.            | Лист.            | Груд.            |                  |
| Середній максимум, °C                         | 9,04             | 11,13            | 16,75            | 23,28            | 28,10            | 33,13            | 33,58            | 32,48            | 28,40            | 22,50            | 15,79            | 9,37             |                  |
| Середня температура, °C                       | 0,17             | 2,26             | 7,89             | 14,42            | 19,22            | 24,26            | 27,39            | 26,27            | 22,19            | 16,30            | 9,58             | 3,18             |                  |
| Середній мінімум, °C                          | −8,69            | −6,6             | −0,99            | 5,54             | 10,36            | 15,40            | 21,19            | 20,08            | 16,01            | 10,10            | 3,39             | −3,04            |                  |
| Норма опадів, мм                              | 39               | 36               | 47               | 34               | 27               | 4                | 1                | 1                | 1                | 12               | 25               | 41               |                  |
| Середньомісячна швидкість вітру, м/с          | 1.74             | 2.15             | 2.67             | 3.04             | 2.90             | 2.74             | 2.95             | 2.67             | 2.37             | 2.29             | 1.99             | 1.40             |                  |
| Середньомісячна сонячна радіація, кДж/м²·день | 8906             | 12078            | 14549            | 18130            | 22072            | 26464            | 25877            | 23722            | 20333            | 14917            | 10791            | 8739             |                  |
| --------------------------------------------- | ---------------- | ---------------- | ---------------- | ---------------- | ---------------- | ---------------- | ---------------- | ---------------- | ---------------- | ---------------- | ---------------- | ---------------- | ---------------- |
| Джерело:                                      |                  |                  |                  |                  |                  |                  |                  |                  |                  |                  |                  |                  |                  |